# سباق النرويج 2022
سباق النرويج 2022 (بالنرويجية: Arctic Race of Norway 2022)‏ هو سباق دراجات هوائية، وهو الموسم التاسع من سباق النرويج، وأقيم خلال الفترة من 11 أغسطس 2022، وحتى 14 أغسطس 2022.
فاز بالمركز الأول Andreas Leknessund ‏، وبالمركز الثاني هوغو هول، وبالمركز الثالث Nicola Conci ‏، وفاز Axel Zingle ‏ في ترتيب النقاط، وكان الفائز حسب النقاط للشباب Andreas Leknessund ‏، وكان الفائز في تصنيف الجبال ستيفن باسيت، وفاز البيسين فينيكس في ترتيب الفرق.

## الفرق
| فرق عالمية (6)- Astana Qazaqstan Team - Cofidis - Intermarché-Wanty-Gobert Matériaux - BikeExchange-Jayco - Team DSM - Israel-Premier Tech فرق برو (10)- Alpecin-Deceuninck - Arkéa-Samsic - بي آند بي هوتيلز 2022 ‏ - بنجوال باوليز ساوكس دبليو بي 2022 ‏ - برجس بي إتش 2022 ‏ - أوسكالتيل أوسكادي 2022 ‏ - Human Powered Health - سبورت فلاندرين بالويس 2022 ‏ - أونو اكس برو سايكلنج تيم 2022 ‏ - TotalEnergies فرق قارية (3)- كووب 2022 ‏ - China Glory–Mentech Continental Cycling Team ‏ - ترينيتي رود ريسينغ 2022 ‏ |  |
| |  |

## المراحل
| قائمة المراحل | قائمة المراحل | قائمة المراحل                     | قائمة المراحل | قائمة المراحل | قائمة المراحل       | قائمة المراحل       |
| المرحلة       | التاريخ       | الدورة                            |               | المسافة (كم)  | الفائز بالمرحلة     | القائد العام        |
| ------------- | ------------- | --------------------------------- | ------------- | ------------- | ------------------- | ------------------- |
| المرحلة 1     | 11 أغسطس      | مو إي رانا – مو إي رانا           | مرحلة مستوية  | 185           | Axel Zingle ‏        | Axel Zingle ‏        |
| المرحلة 2     | 12 أغسطس      | Mosjøen ‏ – Brønnøysund ‏           | مرحلة مستوية  | 155           | ديلان جروينويغن     | Axel Zingle ‏        |
| المرحلة 3     | 13 أغسطس      | Namsos (town) ‏ – Levanger (town) ‏ | مرحلة جبلية   | 180           | Victor Lafay ‏       | Victor Lafay ‏       |
| المرحلة 4     | 14 أغسطس      | تروندهايم – تروندهايم             | مرحلة جبلية   | 160           | Andreas Leknessund ‏ | Andreas Leknessund ‏ |

## النتيجة

### مرحلة 1
هي مرحلة مستوية، أقيمت في 11 أغسطس 2022، وامتدّت لمسافة 185 كيلومتر. فاز بالمرحلة Axel Zingle ‏، وكان متصدر الترتيب العام في نهاية المرحلة Axel Zingle ‏، وكان المتصدر حسب ترتيب النقاط Axel Zingle ‏، وكان المتصدر في ترتيب التسلق ستيفن باسيت، وتصدر ترتيب النقاط للشباب Axel Zingle ‏، ومتصدر ترتيب الفرق كوفيديس 2022.
| التصنيف العام         | التصنيف العام        | التصنيف العام          | التصنيف العام | التصنيف العام |
| العداء                | العداء               | الفريق                 | الوقت         |               |
| --------------------- | -------------------- | ---------------------- | ------------- | ------------- |
| 1                     | Axel Zingle ‏         | Cofidis                |               |               |
| 2                     | Mathieu Burgaudeau ‏  | TotalEnergies          | + 4 ث         |               |
| 3                     | Gleb Syritsa ‏        | Astana Qazaqstan Team  | + 5 ث         |               |
| 4                     | Kristian Aasvold ‏    | Human Powered Health   | + 8 ث         |               |
| 5                     | Kenneth Van Rooy ‏    | سبورت فلاندرين بالويس ‏ | + 8 ث         |               |
| 6                     | Sjoerd Bax ‏          | Alpecin-Deceuninck     | + 9 ث         |               |
| 7                     | أموري كابيو          | اركيا سامسيك           | + 11 ث        |               |
| 8                     | نيك شولتز            | BikeExchange-Jayco     | + 11 ث        |               |
| 9                     | Maurice Ballerstedt ‏ | Alpecin-Deceuninck     | + 11 ث        |               |
| 10                    | Håkon Aalrust ‏       | تيم كووب ‏              | + 11 ث        |               |
|                       |                      |                        |               |               |
| مصدر: ProCyclingStats |                      |                        |               |               |

### مرحلة 2
هي مرحلة مستوية، أقيمت في 12 أغسطس 2022، وامتدّت لمسافة 155 كيلومتر. فاز بالمرحلة ديلان جروينويغن، وكان متصدر الترتيب العام في نهاية المرحلة Axel Zingle ‏، وكان المتصدر حسب ترتيب النقاط أموري كابيو، وكان المتصدر في ترتيب التسلق ستيفن باسيت، وتصدر ترتيب النقاط للشباب Axel Zingle ‏، ومتصدر ترتيب الفرق كوفيديس 2022.
| التصنيف العام         | التصنيف العام       | التصنيف العام                      | التصنيف العام | التصنيف العام |
| العداء                | العداء              | الفريق                             | الوقت         |               |
| --------------------- | ------------------- | ---------------------------------- | ------------- | ------------- |
| 1                     | Axel Zingle ‏        | Cofidis                            | 8 س 31 د 14 ث |               |
| 2                     | Mathieu Burgaudeau ‏ | TotalEnergies                      | + 5 ث         |               |
| 3                     | أموري كابيو         | اركيا سامسيك                       | + 7 ث         |               |
| 4                     | Gleb Syritsa ‏       | Astana Qazaqstan Team              | + 7 ث         |               |
| 5                     | إيدفالد بواسون هاغن | TotalEnergies                      | + 9 ث         |               |
| 6                     | Kenneth Van Rooy ‏   | سبورت فلاندرين بالويس ‏             | + 10 ث        |               |
| 7                     | Kristian Aasvold ‏   | Human Powered Health               | + 10 ث        |               |
| 8                     | Sven Erik Bystrøm ‏  | Intermarché-Wanty-Gobert Matériaux | + 10 ث        |               |
| 9                     | Liam Johnston ‏      | ترينيتي رود ريسينغ ‏                | + 10 ث        |               |
| 10                    | Sjoerd Bax ‏         | Alpecin-Deceuninck                 | + 11 ث        |               |
|                       |                     |                                    |               |               |
| مصدر: ProCyclingStats |                     |                                    |               |               |

### مرحلة 3
هي مرحلة جبلية، أقيمت في 13 أغسطس 2022، وامتدّت لمسافة 180 كيلومتر. فاز بالمرحلة Victor Lafay ‏، وكان متصدر الترتيب العام في نهاية المرحلة Victor Lafay ‏، وكان المتصدر حسب ترتيب النقاط أموري كابيو، وكان المتصدر في ترتيب التسلق ستيفن باسيت، وتصدر ترتيب النقاط للشباب Kévin Vauquelin ‏، وكان متصدر ترتيب الفرق إسرائيل - بريمير تيك 2022 ‏.
| التصنيف العام         | التصنيف العام      | التصنيف العام                      | التصنيف العام  | التصنيف العام |
| العداء                | العداء             | الفريق                             | الوقت          |               |
| --------------------- | ------------------ | ---------------------------------- | -------------- | ------------- |
| 1                     | Victor Lafay ‏      | Cofidis                            | 12 س 40 د 56 ث |               |
| 2                     | Kévin Vauquelin ‏   | اركيا سامسيك                       | + 7 ث          |               |
| 3                     | هوغو هول           | إسرائيل - بريمير تيك               | + 9 ث          |               |
| 4                     | Sven Erik Bystrøm ‏ | Intermarché-Wanty-Gobert Matériaux | + 10 ث         |               |
| 5                     | نيك شولتز          | BikeExchange-Jayco                 | + 13 ث         |               |
| 6                     | كوينتن هيرمانز     | Intermarché-Wanty-Gobert Matériaux | + 13 ث         |               |
| 7                     | كارل فريدريك هاغن  | إسرائيل - بريمير تيك               | + 13 ث         |               |
| 8                     | جايسون أوسبورن     | Alpecin-Deceuninck                 | + 13 ث         |               |
| 9                     | Nicola Conci ‏      | Alpecin-Deceuninck                 | + 19 ث         |               |
| 10                    | Sjoerd Bax ‏        | Alpecin-Deceuninck                 | + 20 ث         |               |
|                       |                    |                                    |                |               |
| مصدر: ProCyclingStats |                    |                                    |                |               |

### مرحلة 4
هي مرحلة جبلية، أقيمت في 14 أغسطس 2022، وامتدّت لمسافة 160 كيلومتر. فاز بالمرحلة Andreas Leknessund ‏، وكان متصدر الترتيب العام في نهاية المرحلة Andreas Leknessund ‏، وكان المتصدر حسب ترتيب النقاط Axel Zingle ‏، وكان المتصدر في ترتيب التسلق ستيفن باسيت، وتصدر ترتيب النقاط للشباب Andreas Leknessund ‏، ومتصدر ترتيب الفرق البيسين فينيكس 2022.

## التصنيف العام النهائي
| التصنيف العام                                            | التصنيف العام       | التصنيف العام                      | التصنيف العام  | التصنيف العام |
| العداء                                                   | العداء              | الفريق                             | الوقت          |               |
| -------------------------------------------------------- | ------------------- | ---------------------------------- | -------------- | ------------- |
| 1                                                        | Andreas Leknessund ‏ | Team DSM                           | 16 س 11 د 32 ث |               |
| 2                                                        | هوغو هول            | إسرائيل - بريمير تيك               | + 8 ث          |               |
| 3                                                        | Nicola Conci ‏       | Alpecin-Deceuninck                 | + 9 ث          |               |
| 4                                                        | Axel Zingle ‏        | Cofidis                            | + 14 ث         |               |
| 5                                                        | Victor Lafay ‏       | Cofidis                            | + 15 ث         |               |
| 6                                                        | Kévin Vauquelin ‏    | اركيا سامسيك                       | + 22 ث         |               |
| 7                                                        | Max Poole ‏          | Team DSM                           | + 23 ث         |               |
| 8                                                        | كوينتن هيرمانز      | Intermarché-Wanty-Gobert Matériaux | + 26 ث         |               |
| 9                                                        | كارل فريدريك هاغن   | إسرائيل - بريمير تيك               | + 28 ث         |               |
| 10                                                       | Sjoerd Bax ‏         | Alpecin-Deceuninck                 | + 35 ث         |               |
|                                                          |                     |                                    |                |               |
| مصادر: ProCyclingStats Cycling Quotient Cycling Archives |                     |                                    |                |               |

### تصنيف النقاط
| تصنيف النقاط                                             | تصنيف النقاط         | تصنيف النقاط                       | تصنيف النقاط | تصنيف النقاط |
| العداء                                                   | العداء               | الفريق                             | النقاط       |              |
| -------------------------------------------------------- | -------------------- | ---------------------------------- | ------------ | ------------ |
| 1                                                        | Axel Zingle ‏         | Cofidis                            | 29 نقطة      |              |
| 2                                                        | Andreas Leknessund ‏  | Team DSM                           | 21 نقطة      |              |
| 3                                                        | أموري كابيو          | اركيا سامسيك                       | 20 نقطة      |              |
| 4                                                        | Mathieu Burgaudeau ‏  | TotalEnergies                      | 17 نقطة      |              |
| 5                                                        | هوغو هول             | إسرائيل - بريمير تيك               | 16 نقطة      |              |
| 6                                                        | Victor Lafay ‏        | Cofidis                            | 15 نقطة      |              |
| 7                                                        | ديلان جروينويغن      | BikeExchange-Jayco                 | 15 نقطة      |              |
| 8                                                        | Maurice Ballerstedt ‏ | Alpecin-Deceuninck                 | 13 نقطة      |              |
| 9                                                        | Nicola Conci ‏        | Alpecin-Deceuninck                 | 13 نقطة      |              |
| 10                                                       | كوينتن هيرمانز       | Intermarché-Wanty-Gobert Matériaux | 13 نقطة      |              |
|                                                          |                      |                                    |              |              |
| مصادر: ProCyclingStats Cycling Quotient Cycling Archives |                      |                                    |              |              |

### تصنيف الجبال
| تصنيف الجبال                                             | تصنيف الجبال         | تصنيف الجبال                  | تصنيف الجبال | تصنيف الجبال |
| العداء                                                   | العداء               | الفريق                        | النقاط       |              |
| -------------------------------------------------------- | -------------------- | ----------------------------- | ------------ | ------------ |
| 1                                                        | ستيفن باسيت          | Human Powered Health          | 19 نقطة      |              |
| 2                                                        | Aaron Van Poucke ‏    | سبورت فلاندرين بالويس ‏        | 17 نقطة      |              |
| 3                                                        | Andreas Leknessund ‏  | Team DSM                      | 16 نقطة      |              |
| 4                                                        | Håkon Aalrust ‏       | تيم كووب ‏                     | 6 نقطة       |              |
| 5                                                        | Alessandro Verre ‏    | اركيا سامسيك                  | 6 نقطة       |              |
| 6                                                        | Victor Lafay ‏        | Cofidis                       | 5 نقطة       |              |
| 7                                                        | Tom Wirtgen ‏         | بنجوال باوليز ساوكس دبليو بي ‏ | 5 نقطة       |              |
| 8                                                        | Fabien Grellier ‏     | TotalEnergies                 | 5 نقطة       |              |
| 9                                                        | Nicola Conci ‏        | Alpecin-Deceuninck            | 4 نقطة       |              |
| 10                                                       | Maurice Ballerstedt ‏ | Alpecin-Deceuninck            | 4 نقطة       |              |
|                                                          |                      |                               |              |              |
| مصادر: ProCyclingStats Cycling Quotient Cycling Archives |                      |                               |              |              |

## تصنيف الفرق

### الفرق حسب الوقت
| تصنيف الفرق حسب الوقت                                    | تصنيف الفرق حسب الوقت  | تصنيف الفرق حسب الوقت | تصنيف الفرق حسب الوقت |
| الفريق                                                   | الفريق                 | الوقت                 |                       |
| -------------------------------------------------------- | ---------------------- | --------------------- | --------------------- |
| 1                                                        | Alpecin-Deceuninck     | 48 س 35 د 56 ث        |                       |
| 2                                                        | إسرائيل - بريمير تيك   | + 7 ث                 |                       |
| 3                                                        | Team DSM               | + 21 ث                |                       |
| 4                                                        | TotalEnergies          | + 2 د 45 ث            |                       |
| 5                                                        | بي آند بي هوتيلز 2022 ‏ | + 5 د 41 ث            |                       |
|                                                          |                        |                       |                       |
| مصادر: ProCyclingStats Cycling Quotient Cycling Archives |                        |                       |                       |

## تصانيف فرعية

### تصنيف أفضل شاب
| تصنيف أفضل شاب                                           | تصنيف أفضل شاب      | تصنيف أفضل شاب                         | تصنيف أفضل شاب | تصنيف أفضل شاب |
| العداء                                                   | العداء              | الفريق                                 | الوقت          |                |
| -------------------------------------------------------- | ------------------- | -------------------------------------- | -------------- | -------------- |
| 1                                                        | Andreas Leknessund ‏ | Team DSM                               | 16 س 11 د 32 ث |                |
| 2                                                        | Nicola Conci ‏       | Alpecin-Deceuninck                     | + 9 ث          |                |
| 3                                                        | Axel Zingle ‏        | Cofidis                                | + 14 ث         |                |
| 4                                                        | Kévin Vauquelin ‏    | اركيا سامسيك                           | + 22 ث         |                |
| 5                                                        | Max Poole ‏          | Development Team DSM–Firmenich PostNL ‏ | + 23 ث         |                |
| 6                                                        | Mathieu Burgaudeau ‏ | TotalEnergies                          | + 43 ث         |                |
| 7                                                        | أندرياس ستوكبرو     | تيم كووب ‏                              | + 53 ث         |                |
| 8                                                        | Axel Laurance ‏      | فيتال كونسبت ‏                          | + 58 ث         |                |
| 9                                                        | Kevin Colleoni ‏     | BikeExchange-Jayco                     | + 1 د 02 ث     |                |
| 10                                                       | مارك دونوفان        | Team DSM                               | + 1 د 02 ث     |                |
|                                                          |                     |                                        |                |                |
| مصادر: ProCyclingStats Cycling Quotient Cycling Archives |                     |                                        |                |                |

## وصلات خارجية
- الموقع الرسمي
- لمحة عن سباق سباق النرويج 2022 على موقع  ProCyclingStats   (برو  سايكلنج  ستاتس) - إحصاءات  محترفي  الدراجات.
- سباق النرويج 2022 على موقع إحصائيات الدراجات الإحترافية (الإنجليزية)
- سباق النرويج 2022 في موقع Cycling Archives سايكلنج أركايفز